# Ce nouvel an qui n'est jamais arrivé
Ce nouvel an qui n’est jamais arrivé (Anul Nou care n-a fost) est un film roumain réalisé par Bogdan Mureșanu, sorti en 2024.

## Synopsis
Ce film se déroule principalement à Bucarest, durant les deux derniers jours (20 et 21 décembre 1989) du régime de Nicolae Ceaușescu. S'y entrecroisent les histoires de plusieurs personnages : un réalisateur de télévision devant résoudre une situation de crise due au passage à l'ouest d'une actrice renommée, une actrice contrainte de la remplacer au pied levé pour lire un texte qui la dégoûte, un étudiant qui décide de fuir à l'étranger et est pris par la police des frontières le soir du 20 décembre, une femme âgée chassée de sa maison qui va être démolie, un des déménageurs gravement mis en cause par la lettre de Noël que son fils vient de poster. 
L'épilogue a lieu lors de la manifestation du 21 décembre, au cours de laquelle la foule conspue Ceaușescu, prélude du changement en Roumanie.

## Fiche technique
- Titre : Ce nouvel an qui n’est jamais arrivé
- Titre original : Anul Nou care n-a fost
- Réalisation : Bogdan Mureşanu (d)
- Scénario : Bogdan Mureșanu
- Photographie : Boroka Biro, Tudor Platon
- Musique : Celelalte Cuvinte
- Genre : comédie noire[1], film historique
- Durée : 138 minutes
- Langue : Roumain
- Dates de sortie :
  - Mostra de Venise 2024
  - Roumanie : 27 septembre 2024
  - Festival du film de Zurich : 6 octobre 2024
  - France : 30 avril 2025

## Distribution
- Adrian Văncică (ro) : Gelu, déménageur compromis involontairement par son fils
- Ioana Flora (ro) : Mariana, épouse de Gelu
- Nicoleta Hâncu : Florina Miu, actrice devant remplacer sa collègue passée à l'ouest
- Mihai Călin (ro) : Stefan Silvestru, réalisateur devant tourner la nouvelle séquence avec Florina
- Andrei Miercure : Laurenţiu Silvestru, étudiant tentant de fuir à l'étranger, fils de Stefan
- Manuela Hărăbor (ro) : Alina, professeur de roumain, épouse de Stefan
- Emilia Dobrin (ro) : Margareta Dinca, la dame âgée expulsée de son logement
- Iulian Postelnicu (ro) : Iulian Dinca, fils de Margareta, officier de la Securitate
- Luca Toma : Marius, fils de Gelu et Mariana, âgé de 7 ans
- Vlad Ionut Popescu : Vlad, ami de Laurenţiu
- Marian Râlea (ro)
- Angel Popescu (d)
- Gabriel Spahiu (ro)
- Gabriel Radu (d)
- Ion Sapdaru (d)
- Vasile Muraru (d)
- Mircea Lăcătuș
- Ada Galeș (d)

## Prix
- Prix Orizzonti du meilleur film 2024[2].

## Réception
En France, la réception du film est bonne avec une note moyenne de 3,8.
- Le Figaro : « Pour son premier film, le réalisateur roumain Bogdan Muresanu pose un regard intime et drôle sur la révolution de 1989 dans son pays, avec la chute de Nicolae Ceausescu »[4].
- Première : « Ce premier long met un peu de temps à démarrer. Logique puisque ce n’est pas une mais six histoires qu’il s’agit de mettre en place et qui vont par la suite s’entremêler pour raconter 24 heures à part dans l’histoire de la Roumanie. Le tout forme un kaléidoscope ciselé avec soin mû par cette idée-force de gens ordinaires plongés dans une situation extraordinaire sans se douter du happy end qui les attend. C’est fin, dominé par un sens de l’absurde imparable et accompagné par une réalisation au format 4:3 traduisant l’enfermement de ces personnages avant de s’élargir au 16:9 comme une métaphore de la liberté, dans une ultime ligne droite de 20 minutes au rythme du Boléro de Ravel où images d’archives et fiction ne font plus qu’un. Un vrai feu d’artifice final ! »[5].
- Télérama titre « la chute de Ceausescu au cœur d’un film à l’humour noir ravageur »[1].
- Le Canard enchaîné juge qu'« [il] agence les destinées de six personnages, comme un kaléidoscope, offrant divers points de vue sur le déclenchement de la révolution roumaine de 1989. Le procédé est brillant, le ton grinçant, l'ensemble drôle et absurde, dans la « tradition roumaine de l'humour noir » qui fait « pleurer et rire en même temps »  [...] De la dictature, révélée par le petit bout de la lorgnette »[6].